# Front (unité soviétique)
Pour les articles homonymes, voir Front.

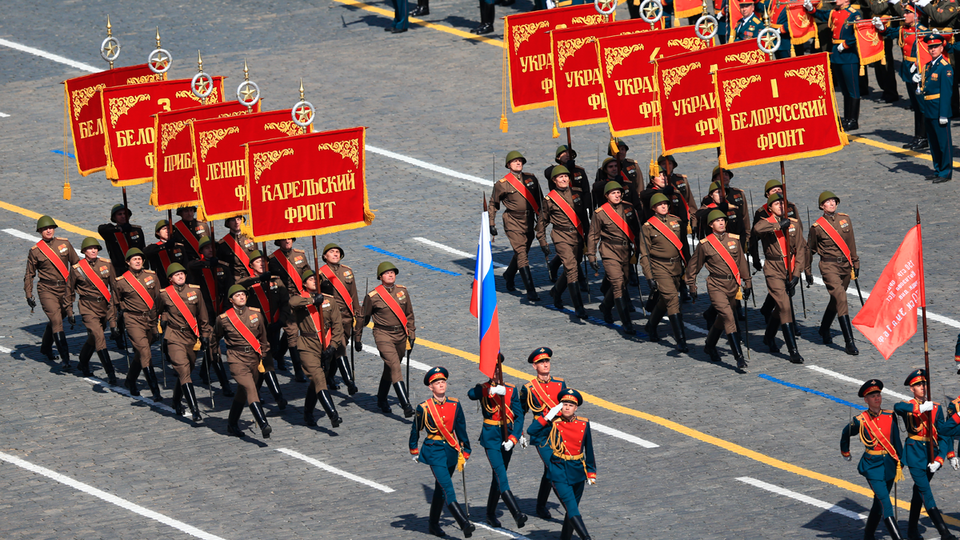
Les étendards des dix fronts soviétiques victorieux, défilant derrière la bannière de la Victoire et le drapeau de la Fédération, le 9 mai 2015 pour le de la capitulation allemande.

Dans l'Armée impériale russe puis dans l'Armée rouge, un front (en russe : фронт) était, non un front militaire, emplacement géographique où ont lieu des combats, mais une grande unité à peu près équivalente à une armée ou un groupe d'armées dans les forces armées occidentales.
Les fronts étaient subordonnés à l'État-Major général (Genchtab) et à la Stavka, ou à un théâtre d'opérations (TVD). Ils regroupaient de nombreuses unités de toutes armes, généralement regroupées en armées, et notamment, une armée aérienne, capable d'assurer la lutte aérienne dans le secteur, qui lui est directement subordonnée.
Ces unités n'avaient d'existence qu'en temps de guerre, en temps de paix, leurs unités subordonnées sont affectées à un district militaire, correspondant à leur garnison, qui les administrent. En cas de conflit, l'état-major du district crée alors un état-major de front, et lui affecte des unités. Le front prend souvent le nom de son district d'origine, mais l'appellation évolue souvent lors d'opération prolongées, du fait des déplacements géographiques et des réorganisations.
Historiquement, l'Armée soviétique leva à plusieurs reprises des fronts, notamment lors de la guerre soviéto-polonaise, puis de la campagne polonaise de septembre 1939, et enfin, au cours de la Seconde Guerre mondiale, cependant la plupart des districts militaires et des groupes de forces stationnés à l'étranger étaient censés rapidement en créer en cas de crise grave, ou de conflit, durant toute la guerre froide.

## Première Guerre mondiale
- Front du Nord-Ouest (divisé en 1915 entre le front du Nord et le front de l'Ouest) ;
- Front du Sud-Ouest ;
- Front de Roumanie ;
- Front du Caucase.

## Guerre civile russe
- front du Nord (ru) (Северный фронт : Nord de la Russie, jusqu'en 1919) ;
- front de l'Est (ru) (Восточный фронт : Oural, Volga et Sibérie) ;
- front du Sud (ru) (Южный фронт : Ukraine) ;
- front de l'Ouest (ru) (Западный фронт : de Mourmansk jusqu'à la Biélorussie, à partir de 1919, puis en Pologne en 1920) ;
- front du Sud-Ouest (ru) (Юго-Западный фронт : Polésie, Galicie et Crimée) ;
- front du Sud-Est (ru) (Юго-Восточный фронт), renommé front du Caucase (ru) (Кавказский фронт) ;
- front caspien-caucasien (ru) (Каспийско-Кавказский фронт) et le front du Turkestan (ru) (Туркестанский фронт : Turkestan, c'est-à-dire l'Asie centrale) ;
- front du Transbaïkal oriental (en) (Восточно-Забайкальский фронт : Transbaïkalie) ;
- front de l'Amour (ru) (Амурский фронт : Extrême-Orient russe, bordant le fleuve Amour).

## Début de la Seconde Guerre mondiale

Ordre de bataille en anglais des fronts d'Ukraine et de Biélorussie engagés dans l'invasion de la Pologne en septembre 1939.

- Front d'Extrême-Orient (1938-1945 : conflits frontaliers soviéto-japonais) ;
- front biélorusse (1939 : invasion de la Pologne orientale) ;
- front du Nord-Ouest (1940 : guerre d'Hiver) ;
- front ukrainien (1939 : invasion de la Pologne orientale ; 1940 : invasion de la Bessarabie et de la Bukovine).

## Grande Guerre patriotique
Un front peut changer plusieurs fois de nom, en fonction de son théâtre d'opérations.
- premier front de la Baltique
- deuxième front de la Baltique
- troisième front de la Baltique
- front biélorusse
- premier front biélorusse
- deuxième front biélorusse
- troisième front biélorusse
- front de Briansk
- front de Carélie
- front du Caucase
- front central
- front de Crimée (disparaît le 15 mai 1942 avec la perte de la péninsule de Kertch)
- front du Don
- front d'Extrême-Orient
- front de Kalinine
- front de Koursk (ru)
- front de Léningrad
- front du Nord
- front du Nord-Caucase
- front du Nord-Ouest
- front d'Orel
- front de l'Ouest
- front de réserve
- Front du Sud
- front du Sud-Est
- front du Sud-Ouest
- front de Stalingrad
- front de la steppe
- front du Transbaïkal
- front du Transcaucase
- front ukrainien
- premier front ukrainien
- deuxième front ukrainien
- troisième front ukrainien
- quatrième front ukrainien
- front de Volkhov
- front de Voronej